# Lingua permiaca
La lingua permiaca, nota anche come komi-permiaco (nome nativo: перем коми кыв, perem komi kyv, o anche коми-пермяцкӧй кыв, komi-permjacköj kyv; in russo коми-пермяцкий язык?, komi-permjackij jazyk), è una lingua uralica parlata in Russia, nel circondario dei Komi-Permiacchi.

## Distribuzione geografica
Nel 2010 furono censiti 63.106 locutori di permiaco in Russia, stanziati principalmente nel circondario dei Komi-Permiacchi.

## Classificazione
Il permico appartiene alle lingue permiche. Secondo lo standard ISO 639-3, è uno dei due idiomi membri della lingua komi, assieme alla lingua siriena.

## Sistema di scrittura
Per la scrittura viene utilizzato l'alfabeto cirillico. In passato, negli anni 1930 e 1940, era in uso l'alfabeto latino.
L'alfabeto è così composto: Аа Бб Вв Гг	Дд Ее Ёё Жж Зз Ии Іі Йй	Кк Лл Мм Нн Оо Ӧӧ Пп Рр Сс Тт Уу Фф Хх Цц Чч Шш Щщ Ъъ Ыы Ьь Ээ Юю Яя.